# Loïc Prévot
Pour les articles homonymes, voir Prévot.
Loïc Prévot, né le 10 février 1998 à Cayenne, en Guyane, est un athlète français, spécialiste des épreuves de sprint. 

## Biographie
Il remporte le titre de champion de France du 200 mètres des championnats de France en salle 2021.
Le 20 août 2022, il remporte la médaille de bronze du relais 4 x 400 m lors des championnats d'Europe de Munich en compagnie de Gilles Biron, Téo Andant et Thomas Jordier.

## Palmarès

### International
| Date | Compétition                       | Lieu      | Résultat | Épreuve        | Temps                    |
| ---- | --------------------------------- | --------- | -------- | -------------- | ------------------------ |
| 2019 | Championnats d'Europe espoirs     | Gävle     | 3e       | 4 × 400 mètres | 3 min 5 s 36             |
| 2019 | Championnats d'Europe par équipes | Bydgoszcz | 2e       | 4 × 400 mètres | 3 min 2 s 08             |
| 2022 | Championnats du monde             | Eugene    | 7e       | 4 × 400 m      | 3 min 1 s 35             |
| 2022 | Championnats d'Europe             | Munich    | 3e       | 4 × 400 m      | 2 min 59 s 64            |
| 2023 | Championnats du monde             | Budapest  | 2e       | 4 × 400 m      | Participation aux séries |

### National
| Date | Compétition                     | Lieu          | Résultat | Épreuve    | Temps   |
| ---- | ------------------------------- | ------------- | -------- | ---------- | ------- |
| 2020 | Championnats de France          | Saint-Étienne | 3e       | 400 mètres | 46 s 44 |
| 2021 | Championnats de France en salle | Miramas       | 1er      | 200 mètres | 21 s 37 |